# Платини (кабо-вердианский футболист)
Луи́ш Ка́рлуш Алма́да Суа́реш (порт. Luis Carlos Almada Soares), более известный как Платини (порт. Platini; род. 16 апреля 1986, Прая) — кабо-вердианский футболист, полузащитник. Выступал за сборную Кабо-Верде.

## Клубная карьера
Спортивную карьеру Суареш, взявший себе псевдоним в честь обладателя Золотого мяча Мишеля Платини, начал в команде «Спортинг» Прая.
В 2008 году Платини перешёл в португальскую команду «Академика» Коимбра. За неё он не сыграл ни единого матча, дважды отправляясь в аренды в клубы третьего португальского дивизиона.
В 2010 году перешёл в команду «Санта-Клара» из португальской Сегунды. В её составе он выступал три года, а потом перешёл в кипрскую «Омонию» Никосия.

## Карьера в сборной
В составе сборной Кабо-Верде дебютировал в 2012 году в игре со сборной Туниса. В 2013 году Платини попал в состав сборной на дебютный для неё Кубок африканских наций. На турнире он участвовал во всех четырёх играх своей сборной, а в игре с Марокко забил первый гол в составе сборной, который стал дебютным для кабо-вердианцев на Кубках африканских наций.